# Radioluminiscenca
Radioluminiscenca je pojav, pri katerem snov oddaja svetlobo zaradi vpliva ionizirajočega sevanja. Ionizacijski delec torej trči z atomom ali molekulo in s tem povzroči prehod orbitalnega elektrona na vzbujeno stanje. Po prehodu na osnovno stanje sprosti odvečno energijo kot foton določene valovne dolžine.
Običajni radioluminiscenčni material so luminiscenčna barvila (luminofori), ki oddajajo svetlobo zaradi tricija, in se uporabljajo za osvetljevanje številčnice in kazalcev na uri ter merkov na orožju. Nekdaj se je pri urah uporabljala tudi mešanica cinkovega sulfida, radija in bakra.
Radioluminiscenca je tudi uporabna za merjenje submikroskopskih razdalj in transportov na molekularnem nivoju, ki jih ni mogoče analizirati z drugimi tehnikami. Tako se lahko analizira npr. kinetiko izmenjave lipidov med vezikli, mehanizem vezave ligandov in membranskega transporta ter razdaljo med glikokaliksom in lipidnem dvosloju.